# Tyrique George
Tyrique Aaron Delali Yusuff George (Londres, Inglaterra, 4 de febrero de 2006) es un futbolista británico que juega de delantero en el Chelsea F. C. de la Premier League.

## Trayectoria
Nacido en Londres, ingresó en la academia del Chelsea F. C. en 2014 como sub-8. Entrenó con la Unique FA desde los 11 hasta los 14 años. El 22 de abril de 2023 marcó un gol desde 35 metros contra el Crystal Palace F. C. en un partido de la Premier League sub-18. El gol fue preseleccionado para el premio al gol del mes de abril de 2023 del Chelsea.
Fue suplente no utilizado en la victoria del Chelsea por 6-0 en casa en la Premier League contra el Everton F. C. el 15 de abril de 2024. Ese mismo año, el 17 de junio, firmó un nuevo contrato con el club hasta 2027, con un año adicional de opción.
El 29 de agosto de 2024, debutó con el Chelsea como suplente en la derrota por 1-2 ante el Servette F. C. en la ronda de eliminatorias de la Liga Conferencia de la UEFA 2024-25.

## Selección nacional
Ha representado a Inglaterra en las categorías sub-16, sub-17 y sub-18. También es elegible para representar a Ghana a través de su familia.
El 7 de septiembre de 2024 debutó como goleador con Inglaterra sub-19 en un empate a 1-1 a domicilio frente a Croacia.

## Estadísticas

### Clubes
Actualizado al último partido disputado el 24 de junio de 2025.
| Club                     | Div.          | Temporada     | Liga  | Liga  | Liga   | Copas nacionales | Copas nacionales | Copas nacionales | Copas internacionales | Copas internacionales | Copas internacionales | Total | Total | Total  |
| Club                     | Div.          | Temporada     | Part. | Goles | Asist. | Part.            | Goles            | Asist.           | Part.                 | Goles                 | Asist.                | Part. | Goles | Asist. |
| ------------------------ | ------------- | ------------- | ----- | ----- | ------ | ---------------- | ---------------- | ---------------- | --------------------- | --------------------- | --------------------- | ----- | ----- | ------ |
| Chelsea F. C. Inglaterra | 1.ª           | 2024-25       | 8     | 1     | 1      | 3                | 0                | 2                | 14                    | 2                     | 2                     | 25    | 3     | 5      |
| Chelsea F. C. Inglaterra | Total club    | Total club    | 8     | 1     | 1      | 3                | 0                | 2                | 14                    | 2                     | 2                     | 25    | 3     | 5      |
| Total carrera            | Total carrera | Total carrera | 8     | 1     | 1      | 3                | 0                | 2                | 14                    | 2                     | 2                     | 25    | 3     | 5      |

## Palmarés

### Títulos internacionales
| Título                            | Equipo        | Sede           | Año  |
| --------------------------------- | ------------- | -------------- | ---- |
| Liga Conferencia de la UEFA       | Chelsea F. C. | Breslavia      | 2025 |
| Copa Mundial de Clubes de la FIFA | Chelsea F. C. | Estados Unidos | 2025 |